# ماریا میلر
ماریا میلر (انگلیسی: Maria Miller؛ زادهٔ ۲۶ مارس ۱۹۶۴) سیاست‌مدار از حزب محافظه‌کار اهل بریتانیا است.